# Необанк
Необанк — банк, который действует полностью через интернет, не имея офисов для обслуживания клиентов. Благодаря минимизации инфраструктурных издержек он может выплачивать высокие процентные ставки по вкладам, взимать низкие комиссии за совершение операций. Синонимом является понятие «банк-челленджер» (en:Challenger bank).
Первыми необанками называют созданные в США Simple (2009 год) и Moven (2011 год). К 2016 году, по данным исследовательского центра Burnmark, в мире было уже около 70 необанков, в том числе 40 в Великобритании, 8 — в Индии, 5 — в США, 4 — во Франции, 3 — в Германии.
Самым крупным необанком в России стал Тинькофф Банк (в 2024 году переименован в «Т-Банк»), который был основан в 2006 году и с самого начала придерживался принципа функционирования без отделений: вначале он занимался адресной рассылкой предложений оформить кредитные карты по обыкновенной почте, а затем перешел на обслуживание клиентов через интернет, включая мобильные приложения. Другими российскими необанками стали Модульбанк, «Точка», Рокетбанк, Touch Bank, TalkBank, Яндекс.Деньги. 
Необанки можно разделить на использующие банковскую лицензию уже существующей кредитной организации и работающие на основе собственной банковской лицензии (в том числе c «облегчёнными» банковскими лицензиями на эмиссию электронных денег или платёжного учреждения).  
Большинство необанков ориентируется на розничный сегмент (физических лиц). Их обычно отличает первоклассная поддержка клиентов — можно задать любой вопрос в мессенджере или по видеосвязи, как будто спрашиваете совет у друга, и вам тут же ответят.